# Bunocephalus coracoideus
A guitarrita (Bunocephalus coracoideus) é um peixe-gato do gênero Bunocephalus encontrado na bacia do rio Amazonas, na Bolívia, Brasil, Peru e Paraguai. São encontrados em lagoas e riachos com uma grande quantidade de detritos vegetais. Tanto os machos como as fêmeas podem atingir os 12 cm de comprimento. São geralmente muito tranquilos, mas é um predador de peixes pequenos.